# Batorówka (stacja kolejowa)
Batorówka (ukr. Батарівка, ros. Батаровка) – stacja kolejowa na Batorówce, we Lwowie, w obwodzie lwowskim, na Ukrainie.